# 去甲基醌菌科
去甲基醌菌科（学名：Demequinaceae）為放线菌纲微球菌目的一科细菌。此科的模式属为去甲基醌菌属(Demequina)。

## 下级分类
本科包括以下属：
- 去甲基醌菌属 Demequina Yi et al. 2007
- Lysinimicrobium Hamada et al. 2012